# Schistocerca flavofasciata
Schistocerca flavofasciata är en insektsart som först beskrevs av De Geer 1773.  Schistocerca flavofasciata ingår i släktet Schistocerca och familjen gräshoppor. Inga underarter finns listade i Catalogue of Life.